# بيلايا غورا (ياقوتيا)
بيلايا غورا (بالروسية: Белая Гора) هي مدينة في جمهورية ياقوتيا في روسيا.
يبلغ عدد سكانها حوالي 2432 نسمة.